# 王志宝
王志宝（1939年6月—），男，山东招远人，中华人民共和国政治人物，高级工程师，曾任国家林业局局长、党组书记，第九、十届全国政协委员，第十届全国政协经济委员会委员。

## 生平
王志宝1965年5月加入中国共产党。1963年7月自吉林电力学院动力系电厂热能动力工程专业毕业。同年8月参加工作。曾任内蒙古牙克石林管局基建处技术员、机电处副处长，绰尔林业局党委副书记、代局长，牙克石林管局副总工程师兼计划处处长、副局长。1986年6月，任林业部计划司副司长。1989年4月，任林业部综合计划司司长。1992年9月，任林业部副部长、党组成员。1998年3月，任国家林业局局长、党组书记，全国绿化委员会副主任。任至2000年。1999年在延安考察时，王志宝向国务院总理朱镕基建议西部地区退耕还林。在担任国家林业局局长期间，曾参与天然林保护工程、退耕还林工程、京津沙源治理工程等国家重大生态建设工程的决策，并负责主持上述工程的规划、实施工作。2000年任国务院西部地区开发领导小组办公室副主任。任职期间参与了退牧还草工程、生态移民工程、农村能源工程等国家重点工程的决策。2005年后，参加了全国政协组织的社会主义新农村建设中的关于农村发展和基础建设、农村专业合作组织、农村金融问题、西部开发农村发展问题等专题调研活动。2006年全国两会期间，在中共中央总书记胡锦涛参加农业联组会听取社会主义新农村建设意见时，王志宝就利用耕地以外的可利用的国土资源，如林地资源、沙地资源、湿地资源和草原资源，以《拓宽思路，走出粮食增产、农民增收双赢之路的建议》作专题发言，并通过提案将意见转交有关部门。2007年任中国绿化基金会主席。